# Radio Rüsselsheim
Radio Rüsselsheim (K2R) ist als Freies Radio ein nichtkommerzieller lokaler Radiosender, der in Rüsselsheim am Main und Umgebung empfangen werden kann. Das Sendegebiet um Rüsselsheim erstreckt sich über die Kommunen Ginsheim-Gustavsburg, Bischofsheim, Hochheim, Flörsheim, Raunheim sowie in Teilen Astheim und Nauheim.
Die Sendefrequenzen sind: UKW 90,9 MHz (Antenne) und DAB+ (Kanal 12C / 1. April bis 30. Juni und 1. Oktober bis 31. Dezember). Das Sendestudio befindet sich in der Nähe des Bahnhofs Rüsselsheim, in der Ludwigstraße 13–15. Außerdem wird auf der Webseite streaming angeboten.

## Geschichte
Das Radioprojekt startete im Rahmen des Kultursommers 1995 unter der Leitung des Büros für Kultur im Tonstudio von Jörg Hemp. Von Seiten des „Büros für Kultur“ wurde Axel Heydekamp zur Projektbetreuung abgestellt. Durchführend war der Verein Radio Rüsselsheim e.V., der am 3. März 1995 gegründet wurde. Gründungsmitglieder waren: Peter „Pit“ Weist, Holger Kraft, Georg Otto, Gerd Zinck, Axel Heydekamp, Markus Zahnjel und Stephan Wittekind. Erster Vorsitzender wurde Axel Heydekamp, Markus Zahnjel sein Stellvertreter und Stephan Wittekind Kassierer. Später übernahm Ellen Boyboks den Posten der Stellvertreterin, Katja Linsenmann und Dirk Eisenhauer kamen als Beisitzer hinzu.

## Organisationsstruktur
Etwa 90 ehrenamtliche Mitarbeiter produzieren für das Radio Sendungen. Vorsitzender ist Jens Grode. Als Programmchef ist Hartmut Krause im Einsatz.

## Finanzierung
Die Finanzierung des Senders erfolgt größtenteils über Mittel der Medienanstalt Hessen, zuvor Hessische Landesanstalt für privaten Rundfunk und neue Medien LPR. Diese Landesmedienanstalt verwendet einen Teil des ihr zufließenden Anteils an den Rundfunkgebühren zur Förderung nichtkommerzieller Medienprojekte. Die Vereinsmitglieder zahlen außerdem einen Monatsbeitrag von 3 Euro. Gemeinnützige Einrichtungen fördern das Radio mit 10 Euro im Monat und Firmen mit 20 Euro.

## Sendezeiten
Radio Rüsselsheim sendet rund um die Uhr, ein Teil der Livesendungen wird wiederholt.

## Programm
Die Sendungen sind ein bunter Mix aus den Bereichen Musik, Kultur, Politik und Sport. Spezielle Sendungen von Migranten in der jeweiligen Landessprache wie etwa Radio Umut (türkisch) oder Radio Ciran (kurdisch), sowie Straße der Griechen (griechisch) wurde lange gesendet und sind typisch für Radio Rüsselsheim. Besonderes Engagement zeigt der Sender im Bereich Medienkompetenz/Medienpädagogik. Im Medienpädagogischen Zentrum lernen in zahlreichen Projekten insbesondere Schülerinnen und Schüler sich mit dem Medium Radio auseinanderzusetzen. Radio Rüsselsheim überträgt live die Stadtverordnetenversammlung der Stadt Rüsselsheim am Main.
Folgende Sendungen werden ausgestrahlt:
- ARARAT – die Sendung mit der Kirche
- Bücherfreunde
- BigStars
- Blazin Vibes
- Die Verlags-WG / Wo kommst du denn her
- Der Landfunk
- Deutsche Pop goes live
- El amor a la vida (spanischsprachig)
- Erinnerungen an Alt-Haßloch
- Freigeist.
- Guten Morgen Rüsselsheim
- High Fidelity
- Hitexpress
- Inside Rock and more
- Jazz von L bis L
- John Burn erklärt Musik
- Kleinkunstgeschichte(n)
- L’amore e la Vita in Cristo Gesú (italienischsprachig)
- LeinReiter
- Leute Heute – Gespräche im Studio
- Melting Pot
- Moscheeandacht
- Music Lounge
- Nachtklänge
- Neues um Neun
- Noisedisco (Industrial, Electro)
- Offenes Gruppen Radio – OGR
  - Rewind
  - KinoSkop
  - Radio Attac
- Once upon a time (60er/70er Progressive Rock)
- Ortszeit
- Peters Wine Talk (Thema Wein)
- Phil The Gap
- plugged unfunk (Drum and Bass, Jungle, Breakbeat, Techno, Trance, House)
- Radio SOS (Radio AG der Sophie-Opel-Schule)
- Radiolabor (Medienpädagogische Projekte)
- Raunheim Live
- Remember (Oldies + Jingles + Requests)
- Roof Rabbit Radio
- Rüsselsheim aktuell
- SABI-Aktuell
- Smashing Sixties & Vintage Soul (Soul, 60er Musik)
- Soulsex
- Sport 'n' Talk
- Tacheles (Lokalpolitik, Umweltschutz)
- Tommys Black Groove Sounds
- Tommy Talk Time
- Underrated Music
- Yesterday’s New’s
- Youth On Air
- Zeit für Bücher